# Wesley Dorrius
Wesley Dorrius (Leidschendam, 1979), beter bekend als DJ Wesdex, is een Nederlandse live-dj, grafisch ontwerper, duurzaamheidsadviseur en activist. Hij heeft een eigen ontwerpbureau, De Groene Ontwerper genaamd, en een evenementenbureau, Wesdex Events & Design genaamd te Utrecht. Ook is hij oprichter van UMEF waarmee hij organisaties adviseert in het duurzaam opzetten van een festival en ontwikkeld en plaatst UMEF groene-energie opwekkende installaties door middel van zonnepanelen, windmolens en fietsen.
Dorrius organiseert dance georiënteerde avonden en festivals en speelt zelf voornamelijk deephouse, techhouse en technomuziek. Hij heeft samen opgetreden met onder andere Sven Vath, Matthias Kaden, Wighnomy Brothers, Secret Cinema, Joris Voorn, Shinedoe en Estroe. Dit deed hij op evenementen als Mysteryland, Welcome to the Future, Time Warp NL, Sven Vath's Cocoon World Tour, Burningman USA, tour door India, Maleisië, Thailand en Sri Lanka. Zelf is hij organisator van Magnetronik, Merge, Taste This Techno, Groene Helden, Club SES en was hij betrokken bij festivals als Kranck im Felde Festival en Source Festival. Daarnaast organiseert hij voor UMEF de Duurzame Introductie Stunt Awards in samenwerking met de Studenten voor Morgen, Wakawaka en GDO.
Hij is sinds zijn 18e vegetariër en vanaf zijn 20e veganist. Als dieren- en milieuactivist heeft hij zich onder andere ingezet voor Greenpeace, Wakkerdier, Bont voor Dieren, Proefdiervrij, Animal Rights en de Klimaatmars. In een interview bij Strijdkreet vertelt hij over de reden waarom hij gekozen heeft voor veganisme en activisme.